# Diospyros malaccensis
Diospyros malaccensis är en tvåhjärtbladig växtart som beskrevs av Bakh. Diospyros malaccensis ingår i släktet Diospyros och familjen Ebenaceae. Inga underarter finns listade i Catalogue of Life.